# Polycentropus quadriappendiculatus
Polycentropus quadriappendiculatus är en nattsländeart som beskrevs av Schmid 1964. Polycentropus quadriappendiculatus ingår i släktet Polycentropus och familjen fångstnätnattsländor. Inga underarter finns listade i Catalogue of Life.